# Иркутская агломерация
Ирку́тская агломера́ция (также — Большо́й Ирку́тск) — моноцентрическая (но со значительной долей иных городов помимо города-ядра Иркутска) городская агломерация, расположенная на юге Иркутской области вдоль Транссибирской магистрали. Возникла в советские годы в результате формирования тесных связей между Иркутском и городами-спутниками Ангарском, Шелеховым, а также окрестными поселениями.
В 1989 году численность населения Иркутской агломерации составляла 1 миллион 10 тысяч человек. На рубеже 1980-х — 1990-х гг. и в начале 1990-х отмечался миграционный отток из области.
Существовал проект объединения трёх крупных городов Иркутской агломерации — Иркутска, Ангарска, Шелехова и их близлежащих населённых пунктов в единое административное образование. Однако за каждым городом предполагалось сохранить статус города и его администрацию. После смены губернатора проект утратил актуальность и был фактически заморожен.

## История
До начала XX века будущая агломерация была представлена в виде разрозненных поселений — Иркутска (основан в 1661 году) и прилегающих деревень. Ключевым этапом в развитии агломерации стало строительство Транссибирской железной дороги в начале XX века и бурное развитие промышленности в середине XX века. С образованием городов Ангарска (1951) и Шелехова (1962) агломерация начала приобретать современные черты. Ускорением развития агломерации в настоящее время занимается Фонд регионального развития Иркутской области.
Первые попытки объединения городов Приангарья были сделаны ещё в 70-е годы XX века, но дальше разговоров дело не двинулось. Затем в 80-е Ангарску необходимы были свободные площади для строительства жилья и соответствующей инфраструктуры. Иркутский областной исполком предложил участок между Иркутском и Ангарском. Планировалась грандиозная стройка, которая слила бы два города в один. В период перестройки и последующих реформ о проекте забыли.
В 2006 году к вопросу об объединении Иркутска с двумя крупными близлежащими городами вернулся третий губернатор Иркутской области Александр Тишанин. Он высказал мнение, что объединение трёх территорий позволит быстрее решить существующие проблемы перемещения людей между городами, а также позволит выровнять уровень жизни и обеспечит рост производства.
После этого началось изучение территорий, разработка планов развития и подготовка градостроительной документации. Проект неоднократно становился объектом внимания на «Байкальском экономическом форуме» и других подобных мероприятиях в Москве, Санкт-Петербурге, Сочи, Каннах, Лондоне, Шанхае и других городах.
Фондом регионального развития Иркутской области была определена концепция «Большого Иркутска», которая включает в себя сосредоточение центров управления экономического, научно-образовательного и социально-культурного потенциала и значительное повышение качества жизни на юге области и в районах, прилегающих к Транссибу. Основой концепции является план комплексного преобразования ряда существующих районов, как жилых и офисных, так и промышленных. Довести численность населения до одного миллиона (согласно этой же концепции) планируется к 2025 году.

## Население

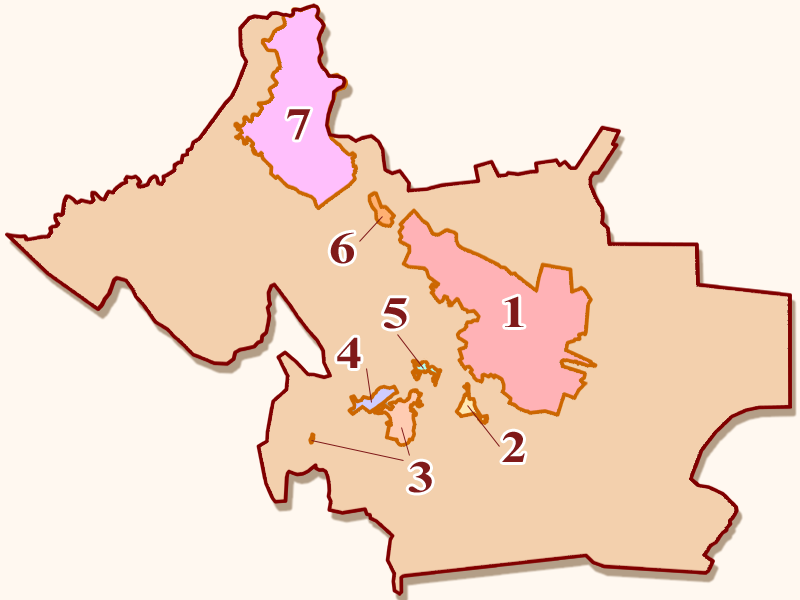
Границы и состав «Большого Иркутска»: 1 — Иркутск, 2 — Маркова, 3 — Шелехов, 4 — Баклаши, 5 — Смоленщина, 6 — Мегет, 7 — Ангарск

Основная часть населения сконцентрирована в двух крупнейших городах агломерации — Иркутске и Ангарске. После значительного спада в начале 90-х годов численность населения стабилизировалась. На территории агломерации проживает около 40 % населения Иркутской области и более 50 % её городского населения.
При создании проекта было создано три возможных варианта объединения:
1. Иркутск, Ангарск, Шелехов и 23 посёлка (в том числе Листвянка, которая находится в 66 км от Иркутска) на площади 7 100 км²
2. Иркутск, Ангарск, Шелехов и 19 посёлков на площади 3 100 км²
3. Иркутск, Ангарск, Шелехов и 15 посёлков на площади 1 000 км²

Власти предпочли второй вариант. В таком случае площадь объединения трех основных городов вместе с их общей пригородной зоной составит 3 100 км².
Наиболее вероятно, что в «Большой Иркутск» могут войти также следующие пригородные поселения: Мегет, Смоленщина, Дзержинск, Максимовщина, Мамоны, Маркова, Баклаши и Молодёжный.

## Поселения численностью населения больше 4 тысяч человек
- Иркутск — ↘605 708[15] чел. (2025)
- Ангарск — ↘216 973[16] чел. (2025)
- Шелехов — ↘41 998[17] чел. (2021)
- Маркова — ↗36 971[17] чел. (2021)
- Хомутово — ↗24 833[18] чел. (2024)
- Молодёжный — ↗9219[17] чел. (2021)
- Баклаши — ↗8869[17] чел. (2021)
- Мегет — ↘8605[17] чел. (2021)
- Грановщина — ↗8302[17] чел. (2021)
- Мамоны — ↗7272[17] чел. (2021)
- Смоленщина — ↗5899[17] чел. (2021)
- Карлук — ↗4950[17] чел. (2021)
- Пивовариха — ↗4847[17] чел. (2021)
- Куда — ↗4846[17] чел. (2021)
- Дзержинск — ↗4749[17] чел. (2021)
- Падь Мельничная — ↗4706[17] чел. (2021)
- Большой Луг — ↘4472[17] чел. (2021)
- Максимовщина — ↗4232[17] чел. (2021)

Общая численность — 1 007 451 чел.

## Концепция развития
В 2007 году была разработана концепция развития Иркутской агломерации в составе г. Иркутск, Иркутский район, Ангарский район, Шелеховский район (Иркутская агломерация в данном составе носит также наименование «Большой Иркутск»). Концепция включает в себя следующие основные направления:
- Финансирование проектов усиления транспортной связности в рамках потенциальных агломераций или проекты создания высокоскоростной связи между крупными городами.
- Размещение в границах агломераций крупных инвестиционных проектов, рассчитанных на использование в первую очередь человеческих ресурсов, возможностей масштабного и динамичного регионального рынка труда.
- Создание новых крупных образовательных учреждений федерального значения и развитие на их базе региональных модулей национальной инновационной системы.
- Поддержка реализации проектов комплексного освоения территорий и проектов модернизации городской среды.
- Внесение необходимых изменения в законодательство РФ и легализация агломерации с приданием ей определённого правового статуса.
- Территориальное планирование и размещение инфраструктур.
- Формирование площадок для привлечения инвестиций и развития новых производств.
- Развитие современного рынка труда.
- Создание благоприятной для развития агломеративных процессов институциональной среды, а также внедрение согласованного порядка планирования развития поселений, входящих в состав агломерации, включая упорядочение бюджетного процесса, стимулирование притока инвестиций в определённые сектора экономики.
- Активный маркетинг территории, направленный на привлечение инвестиций, продвижение региональных проектов на национальном и международном уровне.
- Реализация проектов модернизации городской среды, приведение её в соответствие с международными стандартами развития крупных городов и агломераций.

## Реализация проекта
Ожидалось, что формально на карте России новый город-миллионер появится уже в 2007 году, а в последующие пять лет будут создаваться микрорайоны с школами, детскими садами, поликлиниками, отделениями милиции и прочей инфраструктурой. Однако до сих пор решается вопрос — в каком статусе будут входить Ангарск и Шелехов, так как оба города имеют статус городского поселения, а их районы — муниципального района, но при этом бо́льшая часть каждого района должна войти в состав «Большого Иркутска».
В 2007 году в Шелехове состоялся референдум по объединению города и района в единый городской округ, но закон принят не был из-за недоработки. К этому вопросу планируется вернуться в 2010 году, когда и Ангарск проведёт референдум по объединению города со своим районом.
Первым необходимым объектом для объединения и последующего нормального развития Большого Иркутска должна стать транспортная инфраструктура. Полным ходом идёт строительство объездной дороги, открытие которой запланировано на ноябрь 2010 года (дорога запущена в эксплуатацию в 2011 году). На 2010-й также намечалось начало строительство нового международного аэропорта «Иркутск-Новый» (строительство так и не начиналось), а в 2012-м открыть первые линии скоростного трамвая.
Новые жилые микрорайоны планируется создавать на неосвоенных территориях между городами и селениями. К 2020 году должно появиться около 8 млн м² жилья.

## Сторонники и противники
Проект создания ещё одного сибирского города-миллионера поддержали многие политические деятели, в том числе и на федеральном уровне. «За» высказались мэры всех трёх городов.
Не поддержал идею объединения экс-губернатор Иркутской области Юрий Ножиков. Иркутская газета «Пятница» вела ряд дискуссионных публикаций, где с критикой выступали как известные люди, так и жители городов объединения.